# Nury Turkel
Nury A. Turkel (nar. 1970, Kašgar) je americký ujgurský právník, expert na zahraniční politiku, veřejný činitel a obhájce lidských práv působící ve Washington, D.C.
Narodil se v Kašgaru v Sin-ťiangu. Po ukončení vysokoškolského studia se v roce 1995 přestěhoval do Spojených států. Byl prezidentem Uyghur American Association a v současné době působí jako předseda správní rady Uyghur Human Rights Project, washingtonského projektu pro výzkum a dokumentaci lidských práv Ujgurů. V roce 2020 byl Turkel předsedkyní Sněmovny reprezentantů Nancy Pelosiovou jmenován komisařem Komise Spojených států pro mezinárodní náboženskou svobodu. Turkel je prvním ujgurským právníkem s americkým vzděláním a prvním ujgurským Američanem, který byl jmenován do politické funkce ve Spojených státech.
V roce 2020 byl zařazen na seznam 100 nejvlivnějších lidí světa časopisu Time.

## Život
Jeho otec byl profesorem a matka podnikatelkou. Turkelův dědeček byl spojen s ujgurskými nacionalisty a jeho matka byla internována, když byla v šestém měsíci těhotenství. Nury Turkel se narodil v "reedukačním centru" v Kašgaru v době vrcholící Kulturní revoluce. První čtyři měsíce svého života prožil s matkou ve věznici. Základní a střední školu absolvoval v Číně. V roce 1991 byl přijat na Severozápadní univerzitu A&F v čínské provincii Šen-si. V roce 1995 Turkel získal bakalářský titul a odjel do Spojených států za vysokoškolským vzděláním, získal politický azyl a do Číny se již nevrátil. Na Americké univerzitě získal titul Master of Arts v oboru mezinárodních vztahů a titul doktora práv.
Nury Turkel je muslim. Je ženatý s americkou interiérovou designérkou tureckého původu, s níž má syna. Ovládá několik jazyků, včetně ujgurštiny (mateřský jazyk), angličtiny, turečtiny a mandarínské čínštiny.

## Kariéra
Dne 10. března 2003 učinil Turkel prohlášení před Kongresovou a výkonnou komisí pro Čínu o zhoršující se situaci v oblasti lidských práv ve Východním Turkestánu (Sin-ťiangu) po útocích z 11. září[19]. V roce 2003 Turkel spoluzaložil Uyghur Human Rights Project (UHRP) a působil jako předseda správní rady této organizace. V letech 2004-2006 byl Turkel předsedou Uyghur American Association (UAA), v březnu 2005 zorganizoval a vedl kampaň za propuštění ujgurské aktivistky Rebiyy Kadeer.
V červnu 2008 se zastal skupiny sedmnácti Ujgurů, kteří byli od roku 2002 drženi v Guantánamu, napsal, že Ujguři čelili diskriminaci a nejsou hrozbou pro americké komunity. V červenci 2009, po nepokojích v Ürümqi v červenci 2009, odsoudil údajný čínský útlak Ujgurů v Urumči, řekl, že "Ujgurové doslova ztratili vše, co měli, dokonce i svůj rodný jazyk a vlastní kulturní dědictví, ke kterému se hrdě hlásili. Ekonomický tlak, sociální tlak a politický tlak způsobily, že Ujgurové měli pocit, že je komunistický režim dusí".
V dubnu 2012 Turkel chválil tureckého prezidenta Recepa Tayyipa Erdogana za to, že během své cesty do Číny projevil Ujgurům podporu a sympatie, což bylo mezi zahraničními vůdci považováno za vzácné, nicméně v červenci 2020 Turkel kritizoval Turecko za vracení ujgurských uprchlíků do zemí, které je pak deportují do Číny. Na začátku roku 2017 Turkel zvažoval návštěvu svého rodného města Kašgar, ale americká vláda mu doporučila, aby necestoval.
10. srpna 2018 OSN uvedla, že má věrohodné zprávy o tom, že Čína drží milion Ujgurů v tajných táborech. 22. srpna 2018 pak BBC zveřejnila rozhovor s Turkelem ohledně převýchovných táborů v Sin-ťiangu. Pro BBC uvedl, že je pravda, že v tzv. internačních táborech v jeho vlasti je držen milion nebo více Ujgurů, a řekl, že internovaní nemají přístup k zákonným právům ani k lékařské péči. V září 2018 Turkel vypovídal o převýchovných táborech v Sin-ťiangu před podvýborem pro Asii, Tichomoří a nešíření jaderných zbraní Sněmovny reprezentantů Spojených států amerických. Turkel úspěšně zastupoval a poskytoval právní pomoc Dolkunovi Isovi, prezidentovi Světového ujgurského kongresu, čímž obnovil Isova cestovní práva do Spojených států a odstranil Isovo jméno ze seznamu Interpolu.
V září 2019 Turkel svědčil v Kongresu o tom, že Ujguři jsou vtahováni do rozsáhlého systému nucených prací. Také uvedl, že osoby z převýchovných táborů v Sin-ťiangu jsou často přesouvány do továren. Turkel napsal, že Kongres by měl zakázat dovoz bavlny a textilních výrobků ze Sin-ťiangu, dokud nebude ukončena politika internace a nucené práce a nebudou vytvořeny podmínky pro řádnou kontrolu.
V květnu 2020 byl Nury Turkel jmenován komisařem v Komisi Spojených států pro mezinárodní náboženskou svobodu (United States Commission on International Religious Freedom, USCIRF) předsedkyní Sněmovny reprezentantů Nancy Pelosiovou, která o Turkelovi řekla: "Jsem si jistá, že bude i nadále silným hlasem ujgurského lidu a věci spravedlnosti na celém světě." Později v létě Turkel poděkoval prezidentu Trumpovi za podpis zákona o politice lidských práv Ujgurů a dále napsal, že "je to velký den pro Ameriku a ujgurský lid".
Jako Komisař USCIRF podpořil oznámení ministerstva obchodu z července 2020 o uvalení sankcí na jedenáct čínských společností zapojených do údajného porušování lidských práv v Sin-ťiangu s komentářem, že toto rozhodnutí "pomůže zajistit, aby plody amerických inovací a průmyslu neúmyslně nepodporovaly pobuřující porušování náboženské svobody a pracovních práv". Také se vyjádřil k sankcím vůči Xinjiang Production and Construction Corps (XPCC) z července 2020 s tím, že se jedná o významný krok a že ujgurští obhájci lidských práv po sankcích vůči této organizaci volali již několik let. V souvislosti se sankcemi vůči XPCC komisař Turkel uvedl, že "nyní již žádný podnik nemůže tvrdit, že neví o čínském útlaku ujgurského lidu. Doufáme, že sankce jsou signálem pro ostatní čínské představitele, že účast na represích komunistické strany vůči náboženství je spojena s určitými náklady. Svět to sleduje a my víme, kteří úředníci a subjekty jsou za zneužívání ujgurského lidu zodpovědní."
V rozhovoru ze srpna 2020 Turkel označil tábory za jednu z nejhorších globálních humanitárních krizí a největší věznění etnické menšiny od dob holocaustu. V polovině roku 2020 Turkel vyzval Kongres, aby přijal zákon o prevenci nucené práce Ujgurů, který by nařídil americké celní a pohraniční ochraně, aby předpokládala, že veškeré zboží vyrobené v ujgurské oblasti je produktem nucené práce.